# Mary Sears (oceanògrafa)
|  | Per a altres significats, vegeu «USNS Mary Sears (T-AGS-65)». |

Mary Sears (Wayland, 18 de juliol de 1905 – Woods Hole, Falmouth, 2 de setembre de 1997) va ser comandanta de la Reserva Naval dels Estats Units i una oceanògrafa pionera de l'oceanografia moderna. Tota la seva carrera va estar lligada a la Institució Oceanogràfica de Woods Hole (WHOI).